# Kronprinz-Olav-Küste
Koordinaten: 68° 30′ S, 42° 30′ O
Die Kronprinz-Olav-Küste ist ein Küstenabschnitt des ostantarktischen Königin-Maud-Lands. Sie wird durch den Osteingang der Lützow-Holm-Bucht bei 40° Ost und den Shinnan-Gletscher bei 44° 38' Ost begrenzt. Nach Westen schließt sich die Prinz-Harald-Küste und nach Osten das Enderbyland an.
Hjalmar Riiser-Larsen entdeckte diesen Küstenabschnitt im Januar 1930 während eines Fluges. Norwegische Wissenschaftler benannten ihn später nach dem späteren König Olav V. von Norwegen (1903–1991).